# Siergiej Zebald
Siergiej Zebald (ros. Сергей Зебальд; ur. 17 lutego 1973 w Siewierodwińsku) – rosyjski kulturysta, mistrz Rosji i wicemistrz Europy w tym sporcie.

## Życiorys
Urodzony w Siewierodwińsku, na północy Rosji. Po ukończeniu szkoły średniej zaciągnął się do wojska. Był członkiem Wojsk Rakietowych Przeznaczenia Strategicznego (numer jednostki wojskowej 12465), Dywizji Strażników Rakietowych (nr seryjny 34048) oraz Sił Zbrojnych Federacji Rosyjskiej. W drugiej połowie lat dziewięćdziesiątych kontynuował naukę na uczelni wyższej: studiował technologię inżynierską.
Kulturystyką zainteresował się jako żołnierz. Trzykrotnie uzyskał tytuł mistrza Rosji: w 2009, 2013 i 2015 roku (federacja FBFR/ФБФР, kategoria wagowa powyżej 100 kg oraz 40-latków powyżej 90 kg).
Zebald mierzy 181 cm wzrostu, jego waga w sezonie zmagań sportowych wynosi 115−120 kg, a biceps ma obwód 53 cm.
Członek zespołu sportowego „Petersburg Athletic” („Петербург Атлетик”); występuje przed publicznością podczas pokazów scenicznych. W ramach występów Zebald i inni kulturyści goszczą na estradzie, by prężyć swoje potężne, rozwinięte mięśnie, gnieść metalowe przedmioty gołymi rękoma, łamać masywne kawałki drewna i kije bejsbolowe na pół. Pokazy odbywają się w stylu militarnym (sportowcy przebrani są za żołnierzy), mają charakter ekstremalny, obejmują układy akrobatyczne. Zespół „Petersburg Athletic” uczestniczył w wielu konkursach sprawności fizycznej, a Zebald prezentował swoją muskulaturę podczas pokazów w klubach nocnych, skierowanych do kobiet.
Od 2004 roku mieszka w Petersburgu. Żonaty, ma córkę Alisę.

## Rekordy życiowe w treningu siłowym
- Wyciskanie sztangi: 180 kg[2]
- Martwy ciąg: 290 kg[2]
- Przysiad: 220 kg[2]